# Sargento Moya
Sargento Moya es una localidad argentina ubicada en el departamento Monteros de la provincia de Tucumán. Se encuentra a 1,5 km de la ruta provincial 324, la cual es su principal vía de comunicación vinculándola al norte con Capitán Cáceres y al sur con Concepción. Se encuentra muy próxima a la reserva provincial La Florida.
Lleva el nombre de uno de los soldados caídos durante el Operativo Independencia. El pueblo nació como iniciativa de Domingo Antonio Bussi para poblar el oeste provincial donde se observaban focos de movimientos guerrilleros, la ley de creación fue promulgada el 17 de diciembre de 1976, en los terrenos de la Colonia 5.

## Población
Cuenta con 575 habitantes (Indec, 2010), lo que representa un incremento del 7% frente a los 536 habitantes (Indec, 2001) del censo anterior.
| Gráfica de evolución demográfica de Sargento Moya entre 1991 y 2010 |
|                                                                     |
| Fuente: Censos nacionales del INDEC                                 |